# Paramirim
Paramirim é um município brasileiro do estado da Bahia, localizado no Alto Sertão Baiano. Sua população, segundo o Censo 2022 do IBGE, era de 20 351 habitantes.

## Topônimo

Etimologia de Paramirim: do tupi pará, rio, + mirĩ, pequeno, formando o que na gramática do tupi é conhecido como uma composição atributiva.

A cidade de Paramirim teve como antecessora o Arraial do Ribeiro, cujo nome deriva do seu fundador, o português Antônio Ribeiro de Magalhães. Em 1902, a vila de Água Quente teve sua sede transferida para o Arraial do Ribeiro.
Em 1909, a Industrial Vila de Água Quente foi elevada à condição de cidade e recebeu o nome Paramirim, derivado do tupi e cujo significado é “rio pequeno”.

## História
No território municipal, já foram encontrados dezenas de sítios arqueológicos com pinturas rupestres datadas de dois mil a dez mil anos atrás, o que atesta que a região já é habitada desde esse período. Quando da chegada dos primeiros forasteiros, esta área era habitada por indígenas tapuias.
Na segunda metade do século XVII, a Bacia do Paramirim esteve nas mãos do latifúndio da Casa da Ponte, de Antônio Guedes de Brito, sendo um importante corredor de fazendas criadoras de gado bovino.
A colonização do território de Paramirim está inserida no contexto histórico regional no início do século XVIII, com a descoberta de ouro em Rio de Contas e a consequente procura pelo metal em áreas próximas. Entre 1715 e 1720, encontrou-se ouro em certas regiões dos atuais territórios de Paramirim e Érico Cardoso e, com isso, chegaram à região de ambos os municípios desbravadores portugueses, paulistas e mineiros.
Os colonizadores, além de se dedicarem à extração mineral, também formaram suas fazendas e incentivaram a agropecuária. Em 1801, conforme escrito em placas ao lado da Igreja Matriz, o português Capitão Antônio Ribeiro de Magalhães ergueu uma capela em louvor a Santo Antônio, ao redor da qual foi surgindo o Arraial do Ribeiro, atual sede municipal de Paramirim. A localização do povoado era privilegiada, pois está em uma depressão entre o Morro da Estrela e a Serra do Cruzeiro, terras bastante férteis, por causa dos depósitos erosivos aluviais deixados pelo Rio Paramirim. Por meio da Resolução provincial n° 2.236, de 6 de agosto de 1881, o Arraial do Ribeiro, que estava passando por grande crescimento, foi elevado à categoria de freguesia, com o nome de Santo Antônio do Paramirim, tendo como primeiro vigário o Padre Joaquim Augusto Vieira.
Por volta de 1840, alguns garimpeiros vindos de Rio de Contas seguiram o caminho dos primeiros colonizadores da Bacia do Paramirim: seguindo as margens do Rio Brumado, chegaram ao Pico das Almas, aonde também estão situadas as nascentes do Rio Paramirim, este último dando acesso às minas de ouro do Morro do Fogo, as mais antigas da região de Paramirim e de Érico Cardoso, aonde se fixaram.
Em 29 de maio de 1843, a resolução provincial n° 200 elevou a capela de Nossa Senhora do Carmo no Morro do Fogo à categoria de sede da Freguesia de Nossa Senhora do Carmo do Morro do Fogo, subordinada à vila de Minas do Rio de Contas.
Em meados do século XIX, com a decadência da mineração no Morro do Fogo, a região de Paramirim viveu um processo de "ruralização". Muitos dos antigos mineradores que habitavam este povoado acabaram por se fixar em fazendas nas margens do Rio Paramirim.
A Freguesia do Morro do Fogo teve sua sede transferida para o promissor Arraial de Água Quente (atual sede de Érico Cardoso) por meio da Resolução Provincial n° 1.460, de 23 de março de 1875. Três anos depois, em 16 de setembro de 1878, a Lei Provincial n° 1.849 desmembrou a Freguesia de Nossa Senhora do Carmo do Morro do Fogo de Minas do Rio de Contas e a de São Sebastião de Macaúbas de Macaúbas para constituir o território da Industrial Vila de Água Quente. No entanto, devido à forte rivalidade entre o Padre João Paranhos da Silva, vigário do Morro do Fogo e principal liderança pela emancipação de Água Quente, e o Coronel Liberato José da Silva, fundador do Arraial de Água Quente, em um primeiro momento a vila não chegou a ser instalada e a Resolução Provincial n° 2.175, de 20 de junho de 1881, extinguiu a vila e incorporou seu território novamente à vila de Minas do Rio de Contas.
Em virtude de um ato estadual de 24 de março de 1890, a Industrial Vila de Água Quente teve sua autonomia restaurada, sendo instalada em 23 de maio do ano seguinte, com a posse do seu primeiro intendente, o coronel Antônio José Cardoso, que foi sucedido pelo coronel Juvêncio Pereira, genro do coronel Liberato José da Silva. Quando da sua restauração, a vila de Água Quente era constituída das freguesias de Nossa Senhora do Carmo do Morro do Fogo e de Santo Antônio do Paramirim.
De acordo com a Lei estadual n.° 460, de 16 de julho de 1902, a sede da Vila foi transferida para o Arraial do Ribeiro, que naquele tempo estava em fase de maior desenvolvimento do que o Arraial de Água Quente e por se achar melhor localizado geograficamente. O acontecimento foi marcado com grandes festas, estando presentes as autoridades da Comarca de Minas do Rio de Contas. Além disso, nesse mesmo ano, a Freguesia do Morro do Fogo foi incorporada à de Santo Antônio do Paramirim.
Pela Lei estadual n.° 736, de 26 de junho de 1909, a Industrial Vila de Água Quente foi elevada à condição de Cidade, com o nome de Paramirim. Nesse mesmo ano, os povoados paramirinhenses de Água Quente, Santa Maria do Ouro e Canabravinha se tornaram distritos do mesmo município.
Em 1908, assumia a chefia da vila, pouco antes de se tornar cidade, o Coronel Francisco Brasil Rodrigues da Silva (Cel. "Chiquinho Brasil"), que a governaria por décadas. Em 1911, este grande chefe político foi vítima de uma tentativa de assassinato planejada pelo seu principal opositor, o Cel. Felipe Cardoso. Como represália, em 1912, Chiquinho impôs um cerco de 21 dias à casa de Felipe, que se rende. Para a pacificação, foi necessário desarmar cerca de 50 jagunços e a retirada de todos eles do município. Depois de alguns anos morando em cidades próximas, Felipe retornou a Paramirim em 1918 e tentou novamente tomar o poder, mas foi contra-atacado pelas tropas do seu rival, se rendeu novamente e se retirou do município.
Segundo o Decreto estadual n.° 7.455, de 23 de junho de 1931, o município de Bom Sucesso (atual Ibitiara) foi extinto e anexado ao de Paramirim; porém, o Decreto estadual n.° 7.479, de 8 de julho do mesmo ano, transferiu para o Município de Macaúbas o território de Bom Sucesso.
Em 23 de setembro de 1932, pelo Decreto Estadual n.° 8.187, o distrito de Canabravinha foi extinto e anexado ao distrito-sede de Paramirim, perdurando a extinção até 1938, quando voltou a ser distrito.
Pelo Decreto estadual n.° 11.089, de 30 de novembro de 1938, o distrito de Santa Maria do Ouro passou a denominar-se Ibiajara.
A Comarca de Paramirim foi criada por meio do Decreto-lei estadual n° 512, de 19 de junho de 1945, sendo desmembrada da Comarca de Rio de Contas e tendo como primeiro juiz Bacharel Pio Alves Boaventura.
Pela Lei estadual n.° 628, de 30 de dezembro de 1953, foi criado o distrito de Rio do Pires, aparecendo o Município formado, a partir daí, pelos distritos de Paramirim, Água Quente, Canabravinha, Ibiajara e Rio do Pires.
Entre 1961 e 1962, Paramirim começou a perder território. Os distritos de Rio do Pires e Ibiajara são desmembrados para formar o município de Rio do Pires. O distrito de Água Quente foi elevado à condição de município. A partir daí, o município passa a ser constituído apenas dos distritos de Paramirim (sede) e Canabravinha.
Em 1989, Paramirim e Botuporã cederam porções do seu territórios para a formação do novo município de Caturama.

### Pioneiros
O primeiro Intendente Municipal de Paramirim foi o Coronel Leopoldo de Souza Leão, em 1902.
A primeira Mesa Diretora da Câmara de Vereadores de Paramirim, em 1948, foi assim constituída:
- Presidente: Érico Cayres Cardoso;
- Vice-Presidente: Otávio Cândido de Azevedo;
- 1.º Secretário: Natalice Barbosa Guimarães;
- 2.º Secretário: José Carmelino Vieira.

O primeiro Pretor foi o Bel. Pio Alves Boaventura e o primeiro Juiz de Direito da Comarca foi Bel. Gudstein José Soares.
O primeiro vigário da Paróquia foi o Pe. Sebastião Dias Laranjeira, que, mais tarde, tornou-se o segundo Bispo de Porto Alegre, no Rio Grande do Sul. Ele dirigiu a Paróquia de Paramirim de 1844 a 1857.
O primeiro médico do Município foi Dr. José Bernardino de Souza Leão e os primeiros professores, José Cândido Vieira e Damião de Souza.

## Geografia
Informações gerais sobre os aspectos geográficos do município.

### Clima
Seu clima é quente na época das trovoadas (verão) e agradável no resto das estações. 
- Tipo Climático: Tropical semiárido (BSh)
- Temperatura média anual: 23,3°C
- Período chuvoso: novembro a março
- Pluviosidade média anual: 664 mm[15]

### Solo
Luvissolos, Latossolos e Neossolos.

### Vegetação
Contato Cerrado-Caatinga-Floresta Estacional e Caatinga Arbórea Aberta, sem palmeiras.

### Relevo

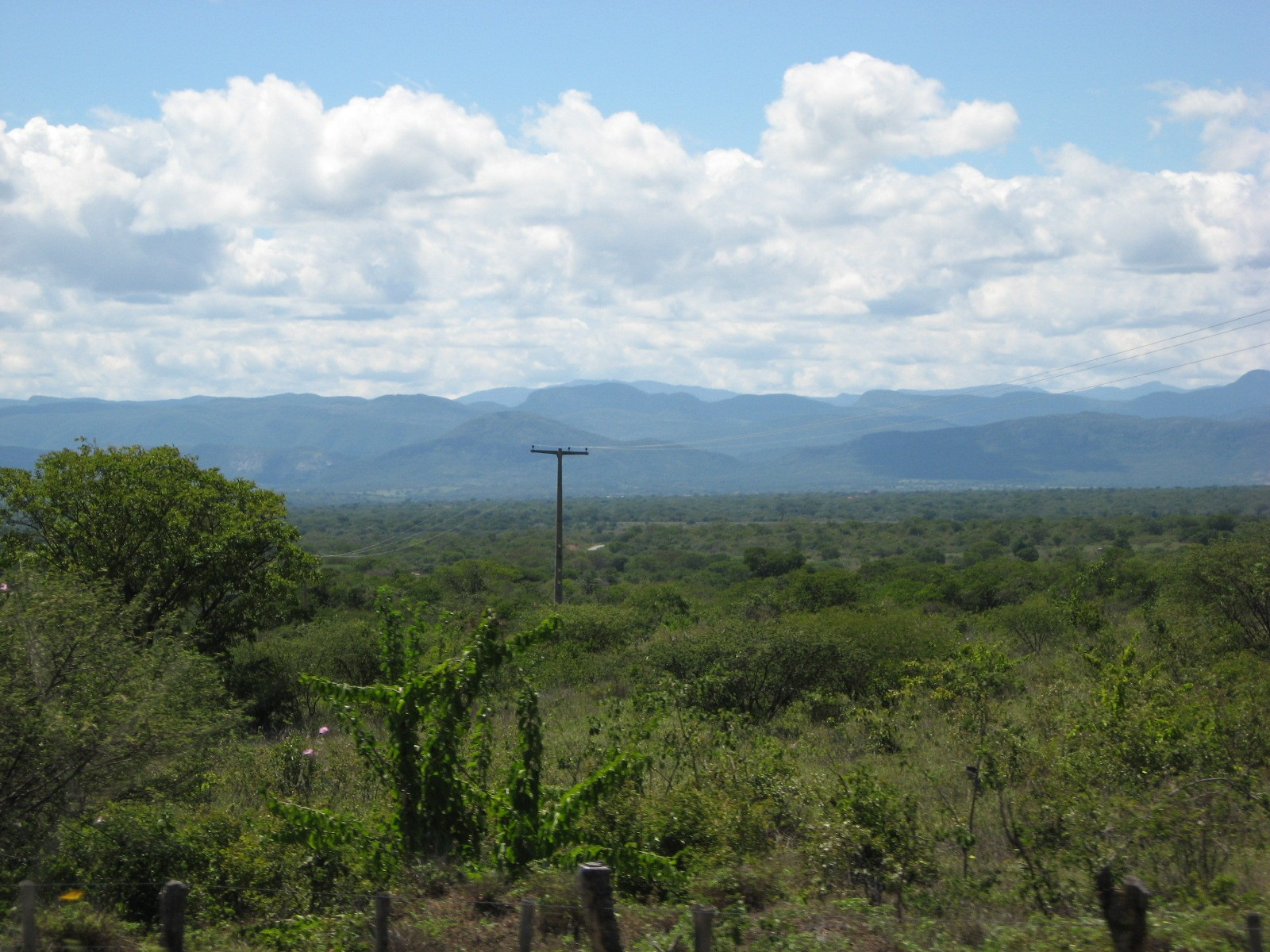
Serras no município de Paramirim

O município de Paramirim está encaixado no Alto Sertão Baiano, na Serra do Espinhaço. 
O relevo do município é caracterizado por possuir tanto áreas planas quanto áreas de serras. A divisa de Paramirim com Érico Cardoso e suas proximidades é uma área bastante acidentada. O sul e sudoeste do território municipal também são acidentados, mas menos do que a região da divisa com Érico Cardoso.

### Geologia
Anfibólitos, Arenitos, Arenitos Argilosos, Arenitos Feldspáticos, Arenitos Ortoquartizíticos, Argilitos, Calcários, Depósitos Eluvionares e Coluvionares, Formação Ferrífera, Gnaisses, Metarenitos, Quartizitos, Rochas Metavulcânicas e Siltitos.

### Hidrografia
O município de Paramirim possui muita água. O Rio Paramirim, que banha a cidade, é um dos maiores e mais importantes afluentes da margem direita do Rio São Francisco.
O território municipal pertence às bacias hidrográficas do São Francisco e do rio de Contas e possui como rios principais o rio Paramirim, Rio Riachão, Riacho Catuaba, Córrego da Caieira e Riacho Conceição.

### Municípios limítrofes
- Ao Norte: Caturama;
- Ao Sul: Caetité e Livramento de Nossa Senhora;
- Ao Leste: Érico Cardoso;
- Ao Oeste: Botuporã e Tanque Novo.

### Dados gerais
- Altitude do Distrito Sede do Município: 624 m acima do nível do mar;
- Latitude do Distrito Sede do Município: 13,4425 Graus Sul;
- Longitude do Distrito Sede do Município: 42,23889 Graus Oeste;
- Rodovia de acesso: BA - 152;
- Área territorial: 1.087,060 km²[5]

### Dados demográficos - censo 2010
- População total: 21.001 hab.[17]
- População urbana: 10.029 hab. (47,75%)[17]
- População rural: 10.972 (52,25%)[17]
- Distribuição por sexo: 10.565 homens (50,31%) e 10.436 mulheres (49,69%)[17]
- Expectativa de vida: 71,53 anos[18]
- Taxa de mortalidade infantil (crianças abaixo de um ano): 22,90 por mil nascidos vivos[18]
- Taxa de fecundidade: 1,61 filhos por mulher[19]
- Taxa de analfabetismo (população acima de 15 anos): 20,01%[20]

## Turismo
O município de Paramirim, por sua topografia, por sua situação às margens do Rio Paramirim, pela celebridade de suas igrejas e capelas, pelos recantos pitorescos que apresenta, pela suavidade de seu clima, pela sua culinária típica, pelo colorido de suas festas populares, pela tradicional hospitalidade de sua gente, pela sua história centenária, constitui-se, em si mesmo, uma grande atração turística.
As principais atrações turísticas são: 
- Barragem do Zabumbão;
- Represa do Rio da Rua e as piscinas naturais;
- Os açudes da Arraial de Baixo, da Baixinha, do Bebedouro, do Pageú, do São João,do Periperi;
- As lagoas da Tabúa, da Av. César Borges, de Caraíbas e Várzea Redonda, dentre outras;
- Morro do Cruzeiro, com as torres de transmissão;
- A cachoeira dos Balaios;
- A Vila de Canabravinha, com suas tradicionais festas e romaria;
- As inscrições e pinturas rupestres da Serra da Pedra Branca, da Loca dos Tapuios, da Serra da Gamileira, do Mucambo, do Sangue dos Morotós, dentre outros;
- As Grutas do Menino Jesus de Pirajá, na Pedra do Mocó, do Morro Preto, do Sobrado de Santana, entre outros;
- Os Morros da Via Sacra;
- A Pedra da Bandeira, também conhecida como a Pedra do Sobrado, Pedra de Santana, Pedra do Santana, um Dólmen singular, sendo um dos únicos encontrados no Brasil e na América do Sul.
- A Igreja Matriz de Santo Antônio, as do Coração de Jesus e de Nossa Senhora do Rosário da Cidade; a Capela do Bom Jesus e Santa Rita, em Pau de Colher, entre outras;
- Suas praças, dentre elas a Praça do Funil, construções e casarões coloniais;
- As manifestações folclóricas e efemérides, como os festejos de Santo Antônio, padroeiro do Município, no período de 1.º a 13 de junho - a maior festa da região; a de São José, da Beira da Lagoa; as da Salina; a da Santana de Caraíbas; a de Santa Joana de Chantal, no Cristal; a de São José, de Curral Velho; a de Santa Tereza, no povoado de mesmo nome; e tantas outras, como também os folguedos populares dos reizados; o Santo Reis, do Grama; o Bumba-Meu-Boi; as levantadas de mastro; as encomendas das almas; as vias sacras; as figuras do Querido e Querida e sua Caipora; o São João; as alvoradas; o carnaval;
- As Casas Grandes das fazendas, com o seu delicioso requeijão e o leite quente no curral;
- Os engenhos de raspadura; as rodas de farinha, com seu beijú; os teares; e os umbuzeiros, árvores símbolo da região, de onde é extraído o umbú, também utilizado para fazer doces.

## Economia
Conforme registro da JUCEB, possui 43 indústrias, ocupando o 98.º lugar na posição legal da Bahia e 389 estabelecimentos comerciais, 118.ª posição dentre os municípios baianos. No setor de minerais é produtor de granito. Seu parque hoteleiro registra 129 leitos. Registro médio do consumo elétrico residencial igual a 93,84 Kwh/hab., 151.º lugar no ranking dos municípios baianos.
Os principais recursos econômicos do município são a agricultura, a pecuária, pequenas indústrias, a silvicultura, que, depois das atividades domésticas, é o ramo ocupacional mais numeroso.

## Cultura
O Catolicismo é a religião dominante em Paramirim: no censo de 2010, 88,9% da população municipal se declarou católica. A maioria das festas típicas do município estão relacionadas ao Catolicismo: festa do padroeiro Santo Antônio, Folias de Reis, a festa de Santana em Caraíbas e a de Nossa Senhora da Graça em Canabravinha. A principal festa não-religiosa de Paramirim é o Carnaval, realizado desde a década de 1950.
Os principais pratos típicos de Paramirim são o umbu e a rapadura, mas também há torta de frago, rabanada com mandioca, leitão à pururuca de embu, quebra-queixo, canjica doce e torresmo com carne.

### Festejos de Santo Antônio
São treze dias de muita fé, devoção e forró. Os Festejos Juninos de Paramirim possui um lado cultural que não se acaba nunca. 
Entre os eventos da festança estão:
- Alvorada dos Antônios.
- Dia dos Vaqueiros.
- Dia dos Motoristas.
- Encontro dos Santos.
- Procissão.

## Educação
Instituições públicas
- Colégio de Paramirim
- Colégio Ulisses Cayres de Brito
- Grupo Escolar José Cândido Vieira
- Escola João Durval Carneiro
- Escola Dirlene Matos Mendonça
- Escola Professor Cecílio Alves de Magalhães
- Centro de Educação Infantil Marleide Oliveira
- Creche Maria Hermínia

Instituições privadas
- ETENP (Escola Técnica de Paramirim)

- Colégio Antônio Cruz
- Colégio Arco Íris
- Escolinha Meu Sonho
- FAINOR
- Faculdade Única

## Política

### Poder Executivo
- João Ricardo Brasil Matos (2025 - 2028)
- Gilberto Martins Brito (2021 - 2024)
- Gilberto Martins Brito (2017 - 2020)
- Júlio Bernardo Brito Vieira Bittencourt (2013 - 2016)
- Júlio Bernardo Brito Vieira Bittencourt (2009 - 2012)
- Silvio Umberto de Magalhães Louzada (2005 - 2008)
- Júlio Bernardo Brito Vieira Bittencourt (2001 - 2004)
- Júlio Bernardo Brito Vieira Bittencourt (1997 - 2000)
- Gilberto Martins Brito (1993 - 1996)
- José Barbosa Leão (1989 - 1992)
- Durval Marques Leão (1983 - 1988)
- José Barbosa Leão (1977 - 1982)
- Ulysses Azevedo Bittencourt (1973 - 1976)
- Durval Marques Leão (1971 - 1972)
- Leobino José Rodrigues (1967 - 1970)
- José Carmelino Vieira (1965 - 1966)
- Aurélio Justiano Rocha (1963 - 1964)
- Manoel Flávio Barbosa (1959 - 1962)
- Ulisses Caíres de Brito (1955 - 1958)
- Érico Cayres Cardoso (1951 - 1954)
- Adolfo Brandão de Magalhães (1948 - 1950)
- Frederico Ribeiro de Magalhães (1947 - 1948) interino

### Poder Legislativo
Composição atual da Câmara de Vereadores de Paramirim:
- Agnaldo Oliveira da Silva (Vice-presidente)
- Antônio Francisco do Santos Neto (Primeiro Secretário)
- Antônio Maria Sousa Ramos Vianna
- Cleuziomar Lima dos Santos
- Eduilson Leão Morais
- Fernando Rogério Oliveira Viana (Presidente)
- Francisco Carlos Castro Teixeira
- João Batista Rodrigues Silva (Segundo Secretário)
- José Inácio de Souza
- Orlando Flor e Silva
- William Trindade Martins